# Most św. Antoniego w Bydgoszczy

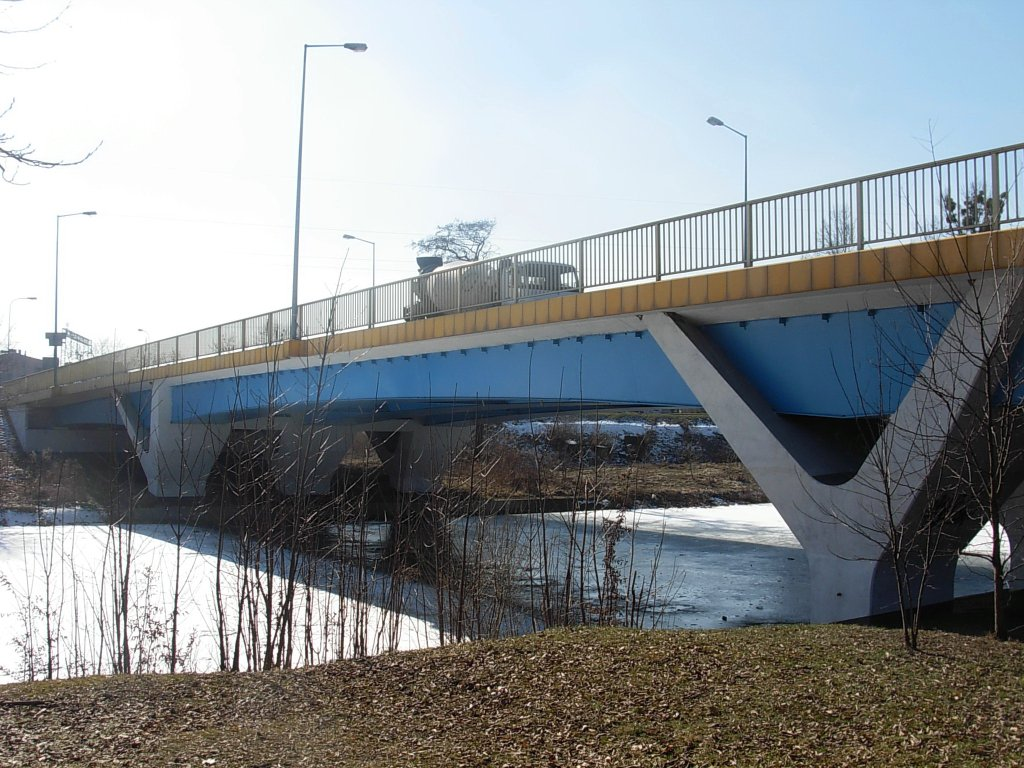
Widok mostu

Most św. Antoniego z Padwy – most drogowy, zespolony stalowo-żelbetowy na Kanale Bydgoskim w Bydgoszczy.

## Lokalizacja
Most św. Antoniego z Padwy spina brzegi nowego odcinka Kanału Bydgoskiego (zbudowanego w 1913 r.) w zachodniej części Bydgoszczy, łącząc osiedla: Okole i Czyżkówko.
Przez przeprawę wiedzie ulica Grunwaldzka, która jest główną arterią drogową w zachodniej części Bydgoszczy.
Przez obiekt przebiegają drogi krajowe: nr 25 i nr 80. Most jest elementem Węzła Zachodniego. Z przeprawy można obejrzeć basen górny śluzy Okole na kanale bydgoskim. W sąsiedztwie obiektu znajduje się starszy most drogowy na kanale bydgoskim, zbudowany w 1913 r.

## Historia
Most powstał podczas budowy Węzła Zachodniego, który łączył nowo budowaną trasę W-Z z ulicą Grunwaldzką. Inwestycja obejmowała budowę dwóch mostów (nad Brdą i Kanałem Bydgoskim), wiaduktu w nasypie kolejowym, skrzyżowania, dwujezdniowej ul. Nad Torem, jezdni, łącznic, chodników i ścieżek rowerowych.
Całość prac dotyczących mostu wykonano w 2002 r. Wykonano: nawierzchnię jezdni (1185 m²), kolektor zbiorczy wód z mostu (80 mb), bariery sprężyste (100 mb), epoksydową nawierzchnię chodników (605 m²), umocnienie skarp stożków, schody skarpowe, odbudowę umocnienia brzegowego.
Most oraz cały Węzeł Zachodni oddano do użytku 15 września 2002 r. Koszt całej inwestycji wyniósł 78 mln zł. Projekt i montaż obiektu wykonała firma „Rawex” z Bydgoszczy.
Most mieści jedną jezdnię o czterech pasach ruchu dla pojazdów oraz chodniki dla pieszych i ścieżkę rowerową.
W grudniu 2014 roku na zachód od istniejącego obiektu firma Skanska rozpoczęła budowę drugiego, równoległego mostu na Kanale Bydgoskim. W końcu lipca 2015 rozpoczął się montaż jego konstrukcji. Konstrukcja nowego mostu liczy 96 metrów długości. Na moście funkcjonować będą trzy pasy ruchu (dwa w kierunku centrum, jeden do ul. Bronikowskiego). Nowy most ma kosztować 20,3 mln zł, a jego oddanie do użytku, planowane na koniec października 2015, nastąpiło ostatecznie 1 grudnia 2015.

## Dane techniczne
Most zbudowano w konstrukcji zespolonej, stalowo-żelbetowej. Jego długość wynosi 83,2 m, a szerokość 20,2 m. Składa się z trzech przęseł o rozpiętościach: 20,5; 41,0 i 20,5 m. Konstrukcję nośną stanowią trzy stalowe dźwigary skrzynkowe o zmiennej wysokości, zespolone z żelbetową płytą pomostu. Podpory stanowią przyczółki skrajne oraz filary pośrednie w kształcie litery „V”. Nośność mostu wynosi 50 ton. Obiektem dysponuje Zarząd Dróg Miejskich i Komunikacji Publicznej w Bydgoszczy.

## Obciążenie ruchem
Most św. Antoniego z Padwy należy do obiektów bardzo obciążonych ruchem drogowym w Bydgoszczy. Pomiar ruchu w 2006 r. wykazał, że w szczycie komunikacyjnym przejeżdża przezeń ok. 2200 pojazdów na godzinę. Na moście często tworzą się zatory pojazdów oczekujących przed sygnalizacją świetlną na Węźle Zachodnim.

## Nazwa
13 września 2002 r. rozstrzygnięto konkurs czytelników „Expressu Bydgoskiego” na nazwy nowo wybudowanych mostów na Węźle Zachodnim. Patronem przeprawy został św. Antoni, który jest patronem widocznego z mostu kościoła na Czyżkówku.
Wybór czytelników potwierdziła Rada Miasta Bydgoszczy, która 1 października 2002 r. przyjęła stosowną uchwałę.